# Мяохуэй
Мяохуэ́й (кит. трад. 廟會, упр. 庙会, пиньинь miào huì; дословно — «храмовая ярмарка», «храмовые праздники») — китайский храмовый фестиваль, приуроченный к празднованию Китайского Нового года. Проводится в первый день по лунному календарю.
История китайских храмовых ярмарок уходит корнями в период династий Тан и Сун (VII—XIII вв.). В то время они проводились в буддистских и даосских храмах, ставя целью привлечение верующих, и уже тогда включали в себя театральные и танцевальные представления. В дальнейшем рядом со стенами храмов во время мяохуэя разворачивалась праздничная торговля. В наши дни религиозная составляющая фестиваля ушла на второй план, и сейчас в период его проведения посетителям предлагается посмотреть традиционные представления, перекусить, купить праздничные сувениры.
В Пекине в 2014 году мяохуэй посетили около 276 тысяч человек.

## Галерея
- На фестивале мяохуэй в Гонконге
- Традиционное театральное представление
- Книжная ярмарка
- Праздничное оформление веерами Храма Земли в Пекине